# Hyloxalus exasperatus
Hyloxalus exasperatus är en groddjursart som först beskrevs av William Edward Duellman och Lynch 1988.  Hyloxalus exasperatus ingår i släktet Hyloxalus och familjen pilgiftsgrodor. IUCN kategoriserar arten globalt som otillräckligt studerad. Inga underarter finns listade i Catalogue of Life.